# Karl Adam (Schriftsteller)
Karl Adam (* 24. November 1849 in Treptow an der Tollense; † 22. Dezember 1916 in Greifswald) war ein niederdeutscher Autor.
Karl Adam war ein Sohn des Treptower Arztes Wilhelm Ernst Friedrich Adam (1812–1853), eines engen Freundes Fritz Reuters, und dessen Ehefrau Mathilde Balthasar (1823–1918). Er besuchte die Treptower Stadtschule bis 1858 und erhielt dann drei Jahre Privatunterricht. 1861 kam er in Greifswald auf das Gymnasium und studierte von 1869 bis 1872 zuerst hier und dann in Jena Jura. Von 1877 bis 1882 war er wissenschaftlicher Hilfsarbeiter an der Universitätsbibliothek Greifswald. Um 1915 war er als freier Schriftsteller in Greifswald registriert. Ein Jahr später starb Karl Adam.
Adam schrieb eine plattdeutsche Chronik von Greifswald und veröffentlichte niederdeutsche Gedichte in Zeitungen und Zeitschriften.

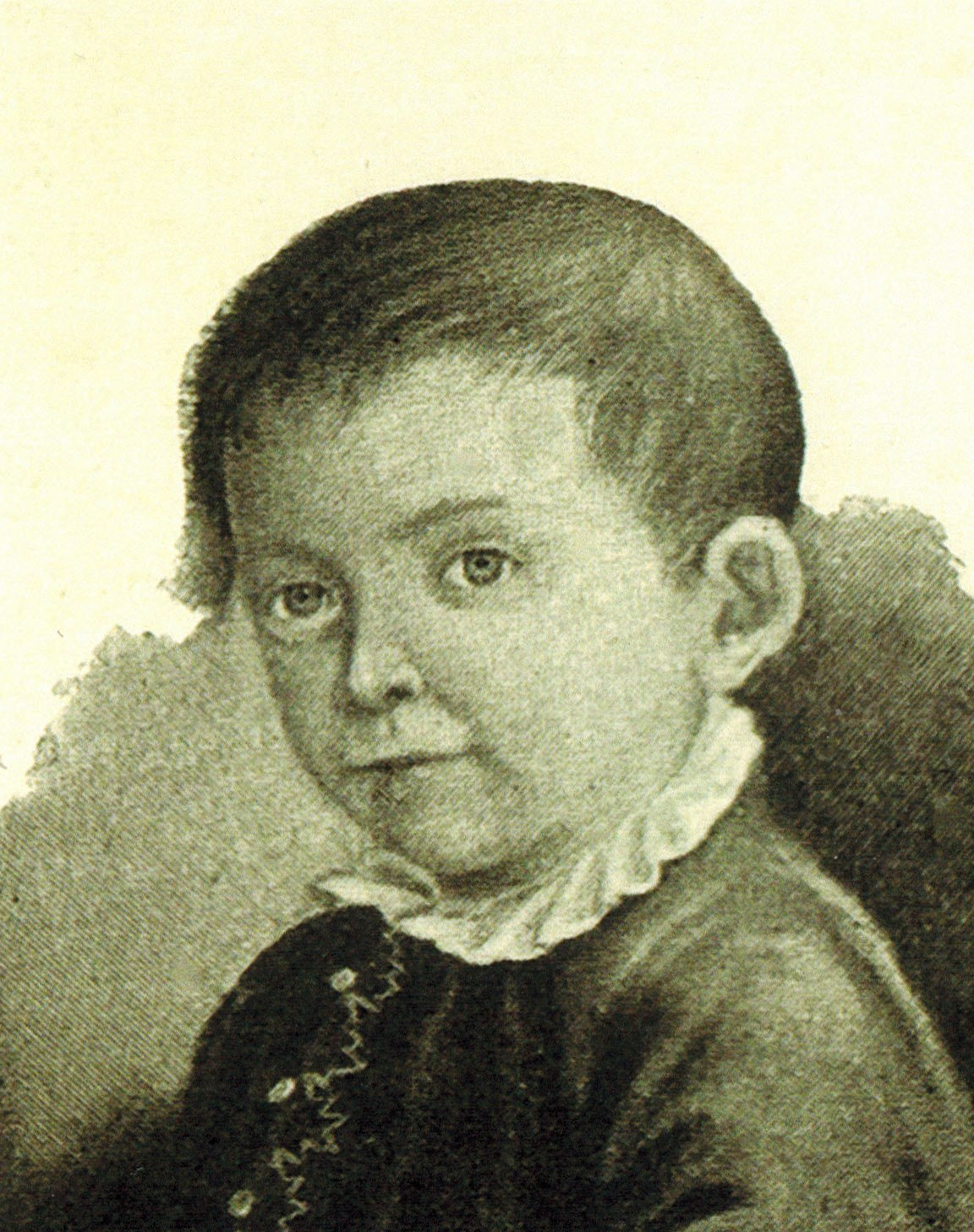
Karl Adam als Kind, Pastell von Fritz Reuter
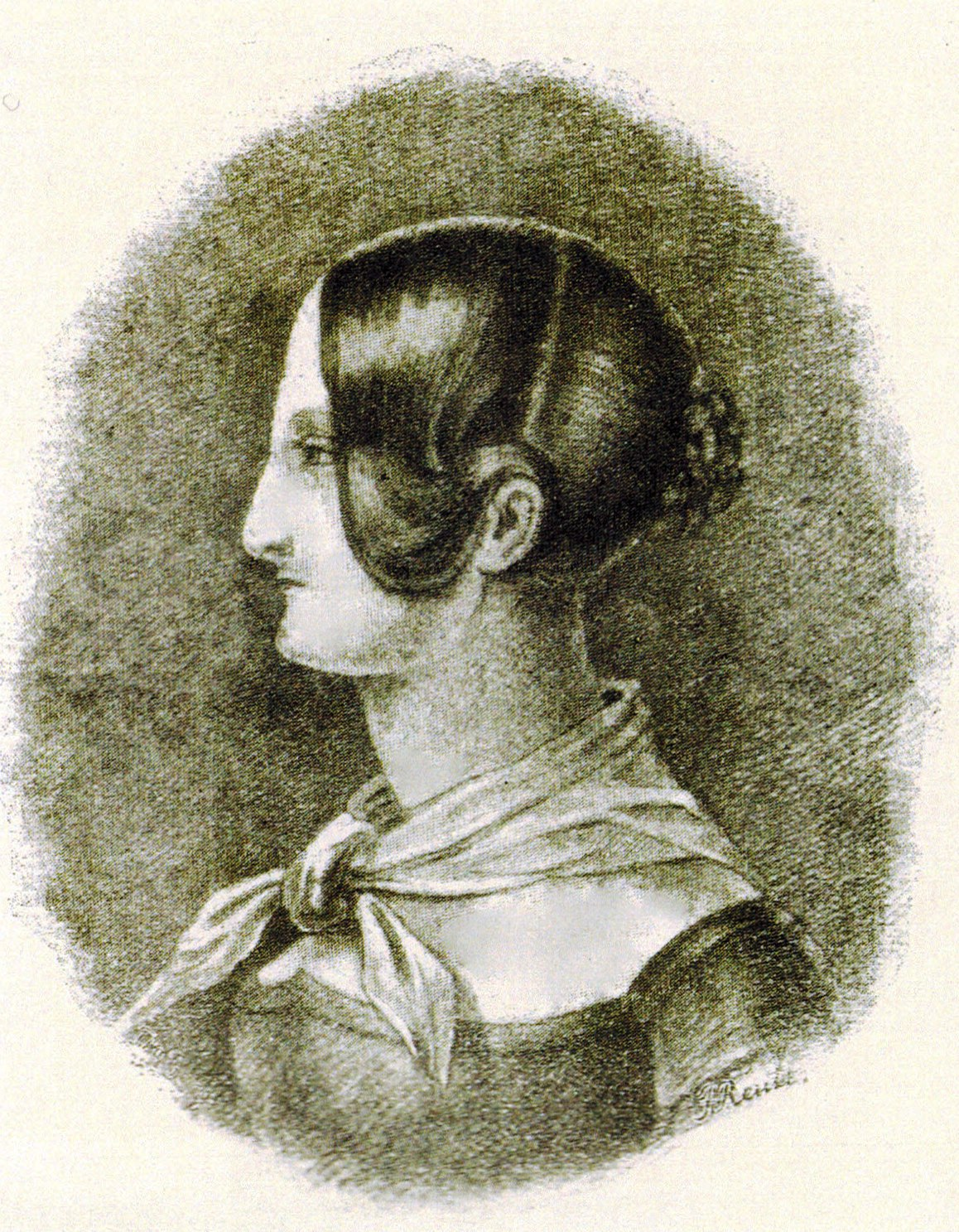
Karl Adams Mutter Mathilde, geb. Balthasar, Kreidezeichnung von Reuter

## Werke
- Dei Chronika von Gripswold, irnsthaft un evendrächtig vertellt un mit en poor Kunterfies utstürt. Lenz, Leipzig 1907.